# Трасил от Мендес
Трасил или Тиберий Клавдий Трасил (на старогръцки: Θράσυλλος, Τιβέριος Κλαύδιος Θράσυλλος or Θράσυλλος Μενδήσιος, Thrasylos; на латински: Tiberius Claudius Thrasyllus, † 36 г. сл.н.e.) е египетско-гръцки философ и астролог. Той е години наред влиятелен съветник на римския император Тиберий.
Той произлиза от Мендес или Александрия в Египет. През 6 пр.н.е. - 2 г. Тиберий е в доброволно изгнание на остров Родос, където се среща с Трасил и го приема в кръга на неговите довереници. Трасил получава благодарение на Тиберий римско гражданство и взема веднага името на своя закрилник. Той започва да се казва на латински Tiberius Claudius Thrasyllus. През 2 г. Тиберий се връща в Рим и той го придружава.
Той се жени за принцеса Ака II, дъщеря на Антиох II| и внучка на цар Антиох I Тео от Комагена.
Трасил е баща на Тиберий Клавдий Балбил (3–79 г., астролог и римски политик) и на Ения, която се омъжва за Квинт Суторий Макрон, който е преториански префект 31 г.
Произведенията на Трасил са по философски, математически, астрологични и музикални теми. От тях днес са запазени само фрагменти. Едно от произведенията му е за платонското и питагорийско принципно учение.